# آدي شانكارا
آدي شانكارا (بالسنسكريتية: आदि शङ्करः)‏ عام 789 م، كان فيلسوفًا هنديًا من قرية كالدي والتي تُسمى حاليًا بمقاطعة إرناكولام، في ولاية كيرلا. يُعزى إليه توطيد مذهب مدرسة أدفياتا فيدانتا (advaita vedānta) للفلسفة الهندوسية. وتقوم تعاليمه على وحدة الأتمان (وتعني الذات أو الروح) والبراهمان (الإله الأعظم أو الروح الكونية العليا) - براهمان غير مزدوج (واحد)، والتي يرى فيها أن البراهمان يُنظر إليه على أنه نيرجونا براهمان، أي براهمان دون سمات يمكن رؤيتها بالعين.
سافر شانكارا عبر شبه قارة الهند كي يروِّج لفلسفته من خلال إلقاء الخطب والدخول في مناقشاتٍ مع مفكرين آخرين. وقد اشتهر بتأسيسه أربع ماثات ("أديرة")، ساعدت في التطور التاريخي لمدرسة أدفياتا فيدانتا وإحيائها وانتشارها وهي المدرسة التي يُعرف بأنه المُحيي الأعظم لها.
وتهتم أعماله الواردة باللغة السنسكريتية بتأسيس مذهب أدفياتا عدم الازدواجية (أي الأحادية). كما وضع حجر الأساس أيضًا لأهمية حياة الرهبنة وكم هي من الأمور المقبولة بل والمستحسنة أيضًا في كتابات الأوبانيشاد وبراهما سوترا، في الوقت الذي كانت فيه مدرسة الميمامسا تقيم الطقوسية الصارمة وتسخر من الرهبنة. ووصف شانكارا أعماله بأنها تدرس بالتفصيل الأفكار الموجودة في الجزء الأخير من مجموعة الكتابات الهندوسية (الأوبانيشاد)، وكتب شانكارا تفاسير وافرة حول الأسفار الفيدية (براهما سوترا والأوبانيشاد الرئيسة والبهاغافاد غيتا) لدعم أطروحته الفلسفية. ويُعد المعارض الأساسي في أعماله مدرسة الميمامسا الفكرية، على الرغم من أنه تجادل أيضًا ضد وجهات نظر بعض المدارس الأخرى مثل مدرسة السامكهيا ومدارس بوذية بعينها.

## وصلات خارجية
- الأعمال الكاملة لآدي شانكارا
- معلومات عن آدي شانكارا